# Cap Inscription
Le cap Inscription (en anglais : Cape Inscription) est un cap australien constituant le point le plus septentrional de l'île Dirk Hartog, une île de l'océan Indien qui ferme la baie Shark, un vaste golfe sur la côte ouest de l'Australie-Occidentale. Il est situé à 5,5 kilomètres à l'ouest-nord-ouest du cap Levillain.